# Douglas County (Minnesota)
 For alternative betydninger, se Douglas County. (Se også artikler, som begynder med Douglas County)
Douglas County er et county i den amerikanske delstat Minnesota. Amtet ligger i de centrale del af delstaten og grænser op til Otter Tail County i nord, Todd County i nordøst, Stearns County i sydøst, Pope County i syd, Stevens County i sydvest og mod Grant County i vest.
Douglas Countys totale areal er 1.865 km² hvoraf 222 km² er vand. I 2000 havde amtet 32.821 indbyggere. Amtets administration ligger i byen Alexandria.
Amtet har fået sit navn efter politiker og præsidentkandidat Stephen A. Douglas.

## Demografi
Ifølge folketællingen fra 2000 boede der 32.821 personer i amtet. Der var 13.276 husstande med 9.027 familier. Befolkningstætheden var 20 personer pr. km². Befolkningens etniske sammensætning var som følger: 98,49% hvide, 0,18% afroamerikanere.
Der var 13.276 husstande, hvoraf 29,90% havde børn under 18 år boende. 59,00% var ægtepar, som boede sammen, 6,40% havde en enlig kvindelig forsøger som beboer, og 32,00% var ikke-familier. 26,50% af alle husstande bestod af enlige, og i 12,30% af tilfældende boede der en person som var 65 år eller ældre.
Gennemsnitsindkomsten for en hustand var $37.703 årligt, mens gennemsnitsindkomsten for en familie var på $46.250 årligt.